# Gesta Tancredi
La Gesta Tancredi (titolo abbreviato di Gesta Tancredi in Expeditione Hierosolymitana o Gesta Tancredi Siciliae Regis in Expeditione Hierosolymitana) è una storia prosimetrica della prima metà del XII secolo, scritta in prosa laconica latina ed episodi in versi da Radulfo di Caen, capellano di Boemondo di Taranto e Tancredi di Galilea.
Il testo fornisce una narrazione della prima crociata e degli eventi che essa comportò, in particolare quelli che coinvolsero Tancredi, protagonista della Gesta.
Si tratta di uno dei soli sei resoconti latini di prima mano su quegli eventi. 

## L'autore
Radulfo di Caen fu allievo di Arnolfo di Chocques, futuro patriarca latino di Gerusalemme.
Mentre Arnolfo partì per la crociata al seguito di Roberto II, duca di Normandia, Radulfo segue Boemondo di Taranto a partire del suo viaggio di reclutamento in Francia (1107), prima dall'assedio di Durazzo ed il suo ritorno in Oltremare. 
Dal viaggio stesso, Caen svolse il ruolo di cappellano di Boemondo, ma dopo l'arrivo in Levante prese servizio presso il nipote Tancredi, reggente del principato di Antiochia (1108-1112).

## L'opera
La Gesta copre gli anni 1096-1105.
Non è ancora stabilito se il testo, che si interrompe bruscamente, ha perso le sezioni finali che coprono gli ultimi sei anni della gestione di Tancredi, oppure Caen morì prima che la sua opera fosse completata (sebbene visse abbastanza a lungo da menzionare la morte di Boemondo il Giovane, morto nel 1130).
L'opera viene giustificata dall'antica intimità di Caen con Boemondo e Tancredi, si concentra sulla vicenda dei due uomini; è dedicata al patriarca Arnolfo.
Il testo è basato in larga misura sui resoconti dei testimoni oculari.
L'opera finisce dopo la morte di Tancredi (11 dicembre 1112), presumibilmente per evitare possibili accuse di adulazione da parte dei protettori dell'autore. 
La narrazione (in 157 sezioni) è in prosa quando racconta gli eventi, e si eleva alla poesia quando descrive la cattura e la spoliazione della Cupola della Roccia a Gerusalemme da parte di Tancredi in termini eroici e meno letterali.

## Critica
Autori successivi hanno criticato il lavoro come un panegirico dei normanni, in particolare dei suoi mecenati, ma in realtà il testo rivela sfumature molto più complesse. Infatti, la Gesta Tancredi è la fonte latina più importante per le campagne normanne in Cilicia (1097-1108) e per il primo dominio normanno ad Antiochia. L'opera appare in Recueil des historiens des croisades, Historiens occidentaux (volume 3. VIII., pgs. 587-710): La Gesta Tancredi offre una visione poco lusinghiera della Costantinopoli dell'epoca, in particolare dell'imperatore Alessio I.
Nella Gesta, Caen se rivela come un ottimo conoscitore dei classici latini. Oltre a Virgilio, la cui opera conosceva bene, conosceva Ovidio (che non divenne popolare prima del Rinascimento del XII secolo), e perfino Orazio (che non ottenne mai una grande reputazione nel Medioevo). Più direttamente, in vista del suo progetto, aveva letto gli storici romani Livio e Cesare (nella sua Guerra gallica), che prese come modelli, e anche la Farsaglia di Lucano e la storia di Sallustio.